# Tour de Guangxi Feminino de 2019
A 3.ª edição do Tour de Guangxi Feminino celebrou-se na região de Guangxi, China a 22 de outubro de 2019 com início e final na cidade de Guilin.
A corrida fez parte do UCI WorldTour Feminino de 2019 como concorrência de categoria 1.wwT do calendário ciclístico de máximo nível mundial sendo a vigésimo quarta e última corrida de dito circuito para a temporada de 2019. A australiana Chloe Hosking do Alé Cipollini foi a vencedora e acompanharam-na no pódio, como segunda e terça classificada respectivamente, a canadiana Alison Jackson do Tibco-SVB e a holandesa Marianne Vos do CCC-Liv.

## Equipas participantes
Tomaram parte na corrida um total de 17 equipas, dos quais 15 são de categoria UCI Team Feminino 2 selecções nacionais, quem conformaram um pelotão de 87 ciclistas das quais terminaram 79. As equipas participantes foram:
| Equipes femininas profissionais (15)- Astana Women's - Alé Cipollini - BTC City Ljubljana - Canyon-SRAM Racing - CCC-Liv - China Liv - Doltcini-Van Eyck Sport - FDJ-Nouvelle Aquitaine-Futuroscope - Hitec Products - Lotto Soudal Ladies - Minsk Cycling Club - Mitchelton-Scott - Sunweb Women - Tibco-Silicon Valley Bank - Valcar Cylance Equipes nacionais (2)- China - Hong Kong |
| |

## Classificações finais
As classificações finalizaram da seguinte forma:

### Classificação geral
| \| Classificação geral \| Classificação geral \| Classificação geral \| Classificação geral \| Classificação geral \| \| Ciclista \| Ciclista \| Equipe \| Tempo \| \| \| ------------------- \| ------------------- \| ---------------------------------- \| ------------------- \| ------------------- \| \| 1. \| Chloe Hosking \| Alé Cipollini \| 3h58m46s \| \| \| 2. \| Alison Jackson \| Tibco-Silicon Valley Bank \| + 0s \| \| \| 3. \| Marianne Vos \| CCC-Liv \| + 0s \| \| \| 4. \| Arlenis Sierra \| Astana Women's Team \| + 0s \| \| \| 5. \| Chiara Consonni \| Valcar Cylance \| + 0s \| \| \| 6. \| Tanja Erath \| Canyon-SRAM Racing \| + 0s \| \| \| 7. \| Hanna Tserakh \| Minsk Cycling Club \| + 0s \| \| \| 8. \| Ilaria Sanguineti \| Valcar Cylance \| + 0s \| \| \| 9. \| Emilia Fahlin \| FDJ-Nouvelle Aquitaine-Futuroscope \| + 0s \| \| \| 10. \| Lauren Stephens \| Tibco-Silicon Valley Bank \| + 0s \| \| |                   |                                    |          |
| |                   |                                    |          |
| |                   |                                    |          |
| Classificação geral |                   |                                    |          |
| Ciclista | Ciclista          | Equipe                             | Tempo    |
| 1. | Chloe Hosking     | Alé Cipollini                      | 3h58m46s |
| 2. | Alison Jackson    | Tibco-Silicon Valley Bank          | + 0s     |
| 3. | Marianne Vos      | CCC-Liv                            | + 0s     |
| 4. | Arlenis Sierra    | Astana Women's Team                | + 0s     |
| 5. | Chiara Consonni   | Valcar Cylance                     | + 0s     |
| 6. | Tanja Erath       | Canyon-SRAM Racing                 | + 0s     |
| 7. | Hanna Tserakh     | Minsk Cycling Club                 | + 0s     |
| 8. | Ilaria Sanguineti | Valcar Cylance                     | + 0s     |
| 9. | Emilia Fahlin     | FDJ-Nouvelle Aquitaine-Futuroscope | + 0s     |
| 10. | Lauren Stephens   | Tibco-Silicon Valley Bank          | + 0s     |

## Ciclistas participantes e posições finais
| Astana Women's Team ASA | Astana Women's Team ASA        | Astana Women's Team ASA |
| ----------------------- | ------------------------------ | ----------------------- |
| Num                     | Ciclista                       | Pos                     |
| 1                       | Liliana Moreno (COL) (estrada) | 52.                     |
| 2                       | Jeidy Pradera (CUB)            | 76.                     |
| 5                       | Arlenis Sierra (CUB) (estrada) | 4.                      |
| 6                       | Yeima Torres (CUB)             | 54.                     |

| Alé Cipollini ALE | Alé Cipollini ALE             | Alé Cipollini ALE |
| ----------------- | ----------------------------- | ----------------- |
| Num               | Ciclista                      | Pos               |
| 11                | Chloe Hosking (AUS)           | 1.                |
| 12                | Soraya Paladin (ITA)          | 29.               |
| 14                | Karlijn Swinkels (NED)        | 40.               |
| 15                | Marjolein van 't Geloof (NED) | 71.               |
| 16                | Eri Yonamine (JPN) (estrada)  | 50.               |

| BTC City Ljubljana BTC | BTC City Ljubljana BTC        | BTC City Ljubljana BTC |
| ---------------------- | ----------------------------- | ---------------------- |
| Num                    | Ciclista                      | Pos                    |
| 21                     | Eugenia Bujak (SLO) (estrada) | 16.                    |
| 22                     | Anastasia Chursina (RUS)      | 13.                    |
| 23                     | Urša Pintar (SLO)             | 21.                    |
| 24                     | Urška Bravec (SLO)            | 32.                    |
| 25                     | Urška Žigart (SLO)            | 39.                    |

| Canyon-SRAM Racing CSR | Canyon-SRAM Racing CSR | Canyon-SRAM Racing CSR |
| ---------------------- | ---------------------- | ---------------------- |
| Num                    | Ciclista               | Pos                    |
| 31                     | Hannah Barnes (GBR)    | 51.                    |
| 32                     | Tanja Erath (GER)      | 6.                     |
| 33                     | Rotem Gafinovitz (ISR) | 44.                    |
| 34                     | Ella Harris (NZL)      | 43.                    |
| 35                     | Hannah Ludwig (GER)    | 28.                    |
| 36                     | Christa Riffel (GER)   | 53.                    |

| CCC-Liv CCC | CCC-Liv CCC                            | CCC-Liv CCC |
| ----------- | -------------------------------------- | ----------- |
| Num         | Ciclista                               | Pos         |
| 41          | Jeanne Korevaar (NED)                  | 58.         |
| 42          | Marta Lach (POL)                       | 48.         |
| 43          | Valerie Demey (BEL)                    | 45.         |
| 44          | Ashleigh Moolman Pasio (RSA) (estrada) | 22.         |
| 45          | Pauliena Rooijakkers (NED)             | 63.         |
| 46          | Marianne Vos (NED)                     | 3.          |

| China Liv Pro Cycling GPC | China Liv Pro Cycling GPC | China Liv Pro Cycling GPC |
| ------------------------- | ------------------------- | ------------------------- |
| Num                       | Ciclista                  | Pos                       |
| 51                        | Li Jiaqi (CHN)            | 49.                       |
| 52                        | Liang Hongyu (CHN)        | 59.                       |
| 53                        | Siying Lu (CHN)           | 31.                       |
| 54                        | Wu Peixiao (CHN)          | 36.                       |
| 55                        | Pu Yixian (CHN)           | 37.                       |
| 56                        | Zhao Xisha (CHN)          | 60.                       |

| Doltcini-Van Eyck Sport DVE | Doltcini-Van Eyck Sport DVE | Doltcini-Van Eyck Sport DVE |
| --------------------------- | --------------------------- | --------------------------- |
| Num                         | Ciclista                    | Pos                         |
| 61                          | Mieke Docx (BEL)            | 15.                         |

| sem equipe ___ | sem equipe ___     | sem equipe ___ |
| -------------- | ------------------ | -------------- |
| Num            | Ciclista           | Pos            |
| 62             | Kelly Markus (NED) | DNF            |

| Doltcini-Van Eyck Sport DVE | Doltcini-Van Eyck Sport DVE        | Doltcini-Van Eyck Sport DVE |
| --------------------------- | ---------------------------------- | --------------------------- |
| Num                         | Ciclista                           | Pos                         |
| 64                          | Bryony van Velzen (NED)            | 77.                         |
| 66                          | Jesse Vandenbulcke (BEL) (estrada) | 19.                         |

| FDJ-Nouvelle Aquitaine-Futuroscope FDJ | FDJ-Nouvelle Aquitaine-Futuroscope FDJ | FDJ-Nouvelle Aquitaine-Futuroscope FDJ |
| -------------------------------------- | -------------------------------------- | -------------------------------------- |
| Num                                    | Ciclista                               | Pos                                    |
| 71                                     | Charlotte Bravard (FRA)                | 56.                                    |
| 73                                     | Emilia Fahlin (SWE)                    | 9.                                     |
| 74                                     | Victorie Guilman (FRA)                 | 57.                                    |
| 75                                     | Évita Muzic (FRA)                      | 55.                                    |
| 76                                     | Jade Wiel (FRA) (estrada)              | 17.                                    |

| Hitec Products-Birk Sport HPU | Hitec Products-Birk Sport HPU    | Hitec Products-Birk Sport HPU |
| ----------------------------- | -------------------------------- | ----------------------------- |
| Num                           | Ciclista                         | Pos                           |
| 81                            | Pernille Larsen Feldmann (NOR)   | HD                            |
| 82                            | Thale Sofie Kielland Bjerk (NOR) | HD                            |
| 83                            | Ingrid Lorvik (NOR) (estrada)    | 35.                           |
| 84                            | Amalie Lutro (NOR)               | 72.                           |
| 85                            | Chanella Stougje (NED)           | HD                            |
| 86                            | Marta Tagliaferro (ITA)          | 62.                           |

| Lotto Soudal Ladies LSL | Lotto Soudal Ladies LSL | Lotto Soudal Ladies LSL |
| ----------------------- | ----------------------- | ----------------------- |
| Num                     | Ciclista                | Pos                     |
| 91                      | Danique Braam (NED)     | 14.                     |
| 92                      | Dannielle Khan (GBR)    | 74.                     |
| 93                      | Dani Christmas (GBR)    | 30.                     |
| 94                      | Chantal Hoffmann (LUX)  | 73.                     |

| Minsk Cycling Club MCC | Minsk Cycling Club MCC             | Minsk Cycling Club MCC |
| ---------------------- | ---------------------------------- | ---------------------- |
| Num                    | Ciclista                           | Pos                    |
| 101                    | Alina Abramenko (BLR)              | 27.                    |
| 102                    | Darya Dziakola (BLR)               | 25.                    |
| 103                    | Nastassia Kiptsikava (BLR)         | 41.                    |
| 104                    | Taisa Naskovich (BLR)              | 70.                    |
| 105                    | Tatsiana Sharakova (BLR) (estrada) | 20.                    |
| 106                    | Hanna Tserakh (BLR)                | 7.                     |

| Mitchelton-Scott MTS | Mitchelton-Scott MTS   | Mitchelton-Scott MTS |
| -------------------- | ---------------------- | -------------------- |
| Num                  | Ciclista               | Pos                  |
| 111                  | Jessica Allen (AUS)    | 78.                  |
| 113                  | Gracie Elvin (AUS)     | 12.                  |
| 114                  | Lucy Kennedy (AUS)     | 66.                  |
| 115                  | Moniek Tenniglo (NED)  | 67.                  |
| 116                  | Georgia Williams (NZL) | 64.                  |

| Sunweb SUN | Sunweb SUN               | Sunweb SUN |
| ---------- | ------------------------ | ---------- |
| Num        | Ciclista                 | Pos        |
| 121        | Susanne Andersen (NOR)   | 26.        |
| 124        | Pernille Mathiesen (DEN) | 79.        |
| 125        | Coryn Rivera (USA)       | 11.        |
| 126        | Julia Soek (NED)         | DNF        |

| Tibco-Silicon Valley Bank TIB | Tibco-Silicon Valley Bank TIB | Tibco-Silicon Valley Bank TIB |
| ----------------------------- | ----------------------------- | ----------------------------- |
| Num                           | Ciclista                      | Pos                           |
| 131                           | Leah Dixon (GBR)              | 34.                           |
| 132                           | Alison Jackson (CAN)          | 2.                            |
| 133                           | Nina Kessler (NED)            | 46.                           |
| 134                           | Emily Marcolini (CAN)         | 65.                           |
| 136                           | Lauren Stephens (USA)         | 10.                           |

| Valcar Cylance VAL | Valcar Cylance VAL      | Valcar Cylance VAL |
| ------------------ | ----------------------- | ------------------ |
| Num                | Ciclista                | Pos                |
| 141                | Chiara Consonni (ITA)   | 5.                 |
| 142                | Dalia Muccioli (ITA)    | 75.                |
| 143                | Asja Paladin (ITA)      | 61.                |
| 144                | Silvia Pollicini (ITA)  | 38.                |
| 145                | Ilaria Sanguineti (ITA) | 8.                 |

| China CHN | China CHN    | China CHN |
| --------- | ------------ | --------- |
| Num       | Ciclista     | Pos       |
| 151       | Chang Yue    | 68.       |
| 152       | Feng Lin     | 24.       |
| 153       | Li Jiujin    | 18.       |
| 154       | Sun Jiajun   | 69.       |
| 155       | Yang Jiahuan | 42.       |
| 156       | Xie Zhou     | 33.       |

| Hong Kong HKG | Hong Kong HKG  | Hong Kong HKG |
| ------------- | -------------- | ------------- |
| Num           | Ciclista       | Pos           |
| 161           | Leung Bo Yee   | 47.           |
| 162           | Leung Hoi Wah  | HD            |
| 163           | Leung Wing Yee | 23.           |
| 164           | Sze Wing Ng    | DNF           |
| 165           | Diao Xiaojuan  | DNF           |

| Astana Women's Team ASA | Astana Women's Team ASA        | Astana Women's Team ASA |
| ----------------------- | ------------------------------ | ----------------------- |
| Num                     | Ciclista                       | Pos                     |
| 1                       | Liliana Moreno (COL) (estrada) | 52.                     |
| 2                       | Jeidy Pradera (CUB)            | 76.                     |
| 5                       | Arlenis Sierra (CUB) (estrada) | 4.                      |
| 6                       | Yeima Torres (CUB)             | 54.                     |

| Alé Cipollini ALE | Alé Cipollini ALE             | Alé Cipollini ALE |
| ----------------- | ----------------------------- | ----------------- |
| Num               | Ciclista                      | Pos               |
| 11                | Chloe Hosking (AUS)           | 1.                |
| 12                | Soraya Paladin (ITA)          | 29.               |
| 14                | Karlijn Swinkels (NED)        | 40.               |
| 15                | Marjolein van 't Geloof (NED) | 71.               |
| 16                | Eri Yonamine (JPN) (estrada)  | 50.               |

| BTC City Ljubljana BTC | BTC City Ljubljana BTC        | BTC City Ljubljana BTC |
| ---------------------- | ----------------------------- | ---------------------- |
| Num                    | Ciclista                      | Pos                    |
| 21                     | Eugenia Bujak (SLO) (estrada) | 16.                    |
| 22                     | Anastasia Chursina (RUS)      | 13.                    |
| 23                     | Urša Pintar (SLO)             | 21.                    |
| 24                     | Urška Bravec (SLO)            | 32.                    |
| 25                     | Urška Žigart (SLO)            | 39.                    |

| Canyon-SRAM Racing CSR | Canyon-SRAM Racing CSR | Canyon-SRAM Racing CSR |
| ---------------------- | ---------------------- | ---------------------- |
| Num                    | Ciclista               | Pos                    |
| 31                     | Hannah Barnes (GBR)    | 51.                    |
| 32                     | Tanja Erath (GER)      | 6.                     |
| 33                     | Rotem Gafinovitz (ISR) | 44.                    |
| 34                     | Ella Harris (NZL)      | 43.                    |
| 35                     | Hannah Ludwig (GER)    | 28.                    |
| 36                     | Christa Riffel (GER)   | 53.                    |

| CCC-Liv CCC | CCC-Liv CCC                            | CCC-Liv CCC |
| ----------- | -------------------------------------- | ----------- |
| Num         | Ciclista                               | Pos         |
| 41          | Jeanne Korevaar (NED)                  | 58.         |
| 42          | Marta Lach (POL)                       | 48.         |
| 43          | Valerie Demey (BEL)                    | 45.         |
| 44          | Ashleigh Moolman Pasio (RSA) (estrada) | 22.         |
| 45          | Pauliena Rooijakkers (NED)             | 63.         |
| 46          | Marianne Vos (NED)                     | 3.          |

| China Liv Pro Cycling GPC | China Liv Pro Cycling GPC | China Liv Pro Cycling GPC |
| ------------------------- | ------------------------- | ------------------------- |
| Num                       | Ciclista                  | Pos                       |
| 51                        | Li Jiaqi (CHN)            | 49.                       |
| 52                        | Liang Hongyu (CHN)        | 59.                       |
| 53                        | Siying Lu (CHN)           | 31.                       |
| 54                        | Wu Peixiao (CHN)          | 36.                       |
| 55                        | Pu Yixian (CHN)           | 37.                       |
| 56                        | Zhao Xisha (CHN)          | 60.                       |

| Doltcini-Van Eyck Sport DVE | Doltcini-Van Eyck Sport DVE | Doltcini-Van Eyck Sport DVE |
| --------------------------- | --------------------------- | --------------------------- |
| Num                         | Ciclista                    | Pos                         |
| 61                          | Mieke Docx (BEL)            | 15.                         |

| sem equipe ___ | sem equipe ___     | sem equipe ___ |
| -------------- | ------------------ | -------------- |
| Num            | Ciclista           | Pos            |
| 62             | Kelly Markus (NED) | DNF            |

| Doltcini-Van Eyck Sport DVE | Doltcini-Van Eyck Sport DVE        | Doltcini-Van Eyck Sport DVE |
| --------------------------- | ---------------------------------- | --------------------------- |
| Num                         | Ciclista                           | Pos                         |
| 64                          | Bryony van Velzen (NED)            | 77.                         |
| 66                          | Jesse Vandenbulcke (BEL) (estrada) | 19.                         |

| FDJ-Nouvelle Aquitaine-Futuroscope FDJ | FDJ-Nouvelle Aquitaine-Futuroscope FDJ | FDJ-Nouvelle Aquitaine-Futuroscope FDJ |
| -------------------------------------- | -------------------------------------- | -------------------------------------- |
| Num                                    | Ciclista                               | Pos                                    |
| 71                                     | Charlotte Bravard (FRA)                | 56.                                    |
| 73                                     | Emilia Fahlin (SWE)                    | 9.                                     |
| 74                                     | Victorie Guilman (FRA)                 | 57.                                    |
| 75                                     | Évita Muzic (FRA)                      | 55.                                    |
| 76                                     | Jade Wiel (FRA) (estrada)              | 17.                                    |

| Hitec Products-Birk Sport HPU | Hitec Products-Birk Sport HPU    | Hitec Products-Birk Sport HPU |
| ----------------------------- | -------------------------------- | ----------------------------- |
| Num                           | Ciclista                         | Pos                           |
| 81                            | Pernille Larsen Feldmann (NOR)   | HD                            |
| 82                            | Thale Sofie Kielland Bjerk (NOR) | HD                            |
| 83                            | Ingrid Lorvik (NOR) (estrada)    | 35.                           |
| 84                            | Amalie Lutro (NOR)               | 72.                           |
| 85                            | Chanella Stougje (NED)           | HD                            |
| 86                            | Marta Tagliaferro (ITA)          | 62.                           |

| Lotto Soudal Ladies LSL | Lotto Soudal Ladies LSL | Lotto Soudal Ladies LSL |
| ----------------------- | ----------------------- | ----------------------- |
| Num                     | Ciclista                | Pos                     |
| 91                      | Danique Braam (NED)     | 14.                     |
| 92                      | Dannielle Khan (GBR)    | 74.                     |
| 93                      | Dani Christmas (GBR)    | 30.                     |
| 94                      | Chantal Hoffmann (LUX)  | 73.                     |

| Minsk Cycling Club MCC | Minsk Cycling Club MCC             | Minsk Cycling Club MCC |
| ---------------------- | ---------------------------------- | ---------------------- |
| Num                    | Ciclista                           | Pos                    |
| 101                    | Alina Abramenko (BLR)              | 27.                    |
| 102                    | Darya Dziakola (BLR)               | 25.                    |
| 103                    | Nastassia Kiptsikava (BLR)         | 41.                    |
| 104                    | Taisa Naskovich (BLR)              | 70.                    |
| 105                    | Tatsiana Sharakova (BLR) (estrada) | 20.                    |
| 106                    | Hanna Tserakh (BLR)                | 7.                     |

| Mitchelton-Scott MTS | Mitchelton-Scott MTS   | Mitchelton-Scott MTS |
| -------------------- | ---------------------- | -------------------- |
| Num                  | Ciclista               | Pos                  |
| 111                  | Jessica Allen (AUS)    | 78.                  |
| 113                  | Gracie Elvin (AUS)     | 12.                  |
| 114                  | Lucy Kennedy (AUS)     | 66.                  |
| 115                  | Moniek Tenniglo (NED)  | 67.                  |
| 116                  | Georgia Williams (NZL) | 64.                  |

| Sunweb SUN | Sunweb SUN               | Sunweb SUN |
| ---------- | ------------------------ | ---------- |
| Num        | Ciclista                 | Pos        |
| 121        | Susanne Andersen (NOR)   | 26.        |
| 124        | Pernille Mathiesen (DEN) | 79.        |
| 125        | Coryn Rivera (USA)       | 11.        |
| 126        | Julia Soek (NED)         | DNF        |

| Tibco-Silicon Valley Bank TIB | Tibco-Silicon Valley Bank TIB | Tibco-Silicon Valley Bank TIB |
| ----------------------------- | ----------------------------- | ----------------------------- |
| Num                           | Ciclista                      | Pos                           |
| 131                           | Leah Dixon (GBR)              | 34.                           |
| 132                           | Alison Jackson (CAN)          | 2.                            |
| 133                           | Nina Kessler (NED)            | 46.                           |
| 134                           | Emily Marcolini (CAN)         | 65.                           |
| 136                           | Lauren Stephens (USA)         | 10.                           |

| Valcar Cylance VAL | Valcar Cylance VAL      | Valcar Cylance VAL |
| ------------------ | ----------------------- | ------------------ |
| Num                | Ciclista                | Pos                |
| 141                | Chiara Consonni (ITA)   | 5.                 |
| 142                | Dalia Muccioli (ITA)    | 75.                |
| 143                | Asja Paladin (ITA)      | 61.                |
| 144                | Silvia Pollicini (ITA)  | 38.                |
| 145                | Ilaria Sanguineti (ITA) | 8.                 |

| China CHN | China CHN    | China CHN |
| --------- | ------------ | --------- |
| Num       | Ciclista     | Pos       |
| 151       | Chang Yue    | 68.       |
| 152       | Feng Lin     | 24.       |
| 153       | Li Jiujin    | 18.       |
| 154       | Sun Jiajun   | 69.       |
| 155       | Yang Jiahuan | 42.       |
| 156       | Xie Zhou     | 33.       |

| Hong Kong HKG | Hong Kong HKG  | Hong Kong HKG |
| ------------- | -------------- | ------------- |
| Num           | Ciclista       | Pos           |
| 161           | Leung Bo Yee   | 47.           |
| 162           | Leung Hoi Wah  | HD            |
| 163           | Leung Wing Yee | 23.           |
| 164           | Sze Wing Ng    | DNF           |
| 165           | Diao Xiaojuan  | DNF           |

Convenções:
- AB-N: Abandono na etapa "N"
- FLT-N: Retiro por chegada fora do limite de tempo na etapa "N"
- NTS-N: Não tomou a saída para a etapa "N"
- DES-N: Desclassificado ou expulsado na etapa "N"

## UCI WorldTour Feminino
O Tour de Guangxi Feminino outorgou pontos para o UCI WorldTour Feminino de 2019 e o UCI World Ranking Feminino, incluindo a todas as corredoras das equipas nas categorias UCI Team Feminino. As seguintes tabelas mostram o barómetro de pontuação e as 10 corredoras que obtiveram mais pontos:
| Posição   | 1.ª | 2.ª | 3.ª | 4.ª | 5.ª | 6.ª | 7.ª | 8.ª | 9.ª | 10.ª | 11.ª | 12.ª | 13.ª | 14.ª | 15.ª | 16.ª-30.ª | 31.ª-40.ª |
| Pontuação | 200 | 150 | 125 | 100 | 85  | 70  | 60  | 50  | 40  | 35   | 30   | 25   | 20   | 15   | 10   | 5         | 3         |

| Classificação |                   |                                    |        |
| Posição       | Ciclista          | Equipo                             | Pontos |
| ------------- | ----------------- | ---------------------------------- | ------ |
| 1.ª           | Chloe Hosking     | Alé Cipollini                      | 200    |
| 2.ª           | Alison Jackson    | Tibco-SVB                          | 150    |
| 3.ª           | Marianne Vos      | CCC-Liv                            | 125    |
| 4.ª           | Arlenis Sierra    | Astaná                             | 100    |
| 5.ª           | Chiara Consonni   | Valcar Cylance                     | 85     |
| 6.ª           | Tanja Erath       | Canyon SRAM Racing                 | 70     |
| 7.ª           | Hanna Tserakh     | Minsk CC                           | 60     |
| 8.ª           | Ilaria Sanguineti | Valcar Cylance                     | 50     |
| 9.ª           | Emilia Fahlin     | FDJ Nouvelle Aquitaine Futuroscope | 40     |
| 10.ª          | Lauren Stephens   | Tibco-SVB                          | 35     |